# Alice Tremolières
Alice Tremolières ist eine französische Filmschauspielerin.
Alice Tremolières spielte 2009 die Rolle der Jugendlichen „Aurore“ in Riad Sattoufs Komödie Jungs bleiben Jungs. 2011 wirkte sie noch in einem Kurzfilm mit.

## Filmografie
- 2009: Jungs bleiben Jungs (Les beaux gosses)
- 2011: Sans faire de bruit (Kurzfilm)